# The Incredible Lightness of Being a Baby
The Incredible Lightness of Being a Baby, titulado La Increíble Levedad de Ser un Bebé en Hispanoamérica y en España, es el decimoctavo episodio de la trigesimoprimera temporada de la comedia de animación estadounidense Los Simpson, y el episodio 680 en general. Fue estrenado el 19 de abril de 2020 en Estados Unidos, el 25 de octubre del mismo año en Hispanoamérica y el 30 de junio de 2021 en abierto en España. El episodio fue escrito por Tom Gammill y Max Pross y fue dirigido por Bob Anderson. Este es el segundo episodio en el que Bart no tiene ningún diálogo, siendo el segundo episodio en el que Bart no habla después de "My Fare Lady" de la vigesimosexta temporada.

## Argumento
Marge lleva a Maggie a dar un paseo por el parque donde conoce a su amiga, un bebé llamado Hudson, y Marge conoce a su madre, Courtney. Marge lleva a Maggie a la casa de Hudson para una cita de juego, pero el comportamiento sobreprotector y crítico de Courtney ofende a Marge. Más tarde no lleva a Maggie a la fiesta de cumpleaños de Hudson, molestando a su hija. Al final, Marge se traga su orgullo y permite que los dos bebés jueguen juntos. 
Cletus Spuckler ha descubierto un depósito de helio en su propiedad, que utiliza para operar un puesto de globos. Cuando el Sr. Burns se entera de esto, exige que Homer lo saque del valioso gas, que puede usarse para enfriar el reactor nuclear. Homer se hace amigo de Cletus y se niega a permitirle firmar el injusto contrato de Burns. Burns intenta obligarlo a firmar, pero la familia Spuckler le apunta con sus escopetas, lo que obliga a Burns a comprar el helio a un precio justo. 

## Producción
Este episodio se iba a emitirse originalmente el 7 de abril de 2019 como parte de la trigésima temporada, pero se suspendió después de que los productores del programa decidieron hacer un cortometraje relacionado con el episodio que involucra a Maggie y Hudson titulado Playdate con Destiny. "I'm Just a Girl Who Can't Say D'oh" fue transmitido en su lugar. El cortometraje se estrenó el 29 de febrero de 2020, junto con proyecciones avanzadas del lanzamiento de Disney / Pixar, Onward, y el episodio sirvió como secuela. el gag del sofá "The Extremesons" fue animada por Michał Socha y producida por Ron Diamond.

## Recepción
Dennis Perkins de The AV Club le dio al episodio una B: "No hay nada intrínsecamente malo con nada en 'The Incredible Lightness of Being a Baby', pero tampoco hay nada memorable en ello". (A pesar del gag del sofá de deportes extremos. Dejar que diferentes animadores vayan a la ciudad en el preámbulo episódico obligatorio ha producido algunos resultados verdaderamente memorables en los últimos años, y, si este no es igual al mejor, sus representaciones estilizadas de la familia en el juego extremo son bastante alentadoras. ) Tengo que confesar que la preferencia personal juega en mi indiferencia por el episodio, ya que ni Cletus ni Maggie tienen mucho interés para mí como personajes centrales. Dicho esto, siempre estoy dispuesto a que el programa cambie de opinión, pero sus representaciones aquí sucumben a los escollos esperados ".
Den of Geek le dio a este episodio 4 de 5 estrellas.